# Betsabeth Hernández
Betsabeth Hernández es una deportista venezolana que compitió en judo. Ganó una medalla de oro en el Campeonato Panamericano de Judo de 1980, en la categoría de –43 kg.

## Palmarés internacional
| Campeonato Panamericano | Campeonato Panamericano       | Campeonato Panamericano | Campeonato Panamericano |
| Año                     | Lugar                         | Medalla                 | Categoría               |
| ----------------------- | ----------------------------- | ----------------------- | ----------------------- |
| 1980                    | Isla de Margarita (Venezuela) | Medalla de oro          | –43 kg                  |